# Accademia dei Nobili alla Giudecca
(Giannantonio Moschini, 1806.)
L'Accademia dei Nobili fu una scuola della Repubblica di Venezia per i figli delle famiglie patrizie impoverite, tra le quali i cosiddetti barnabotti. Era situata sull'isola della Giudecca nel palazzo dell'Accademia dei Nobili, tuttora presente con tale nome.

## Storia

### Le origini[3]

#### L'ideazione
L'apertura di un'istituzione scolastica a Venezia che provvedesse all'istruzione dei patrizi meno abbienti venne inizialmente proposta al Senato veneziano dal Procuratore di San Marco Ferigo Contarini dagli Scrigni il 15 novembre 1609, stesso anno in cui Galileo Galilei presentò il suo cannocchiale alla Serenissima Signoria. Contarini era disposto a finanziare l'impresa di tasca propria con 1.000 ducati, circa 180.000 euro odierni in valore aureo, nonché si diceva certo che molti altri, «eccitati dalla dignità di quest'opera», lo avrebbero imitato. La sua Scrittura in merito venne accolta favorevolmente: il 12 dicembre 1609, un decreto senatorio deliberò che i Riformatori dello Studio di Padova prendessero in esame la creazione di un Collegio dei Nobili alla Zuecca. Il progetto fu però accantonato per «gli affari della guerra». Inoltre, il procuratore Contarini morì nel 1618 vedendo il suo proposito irrealizzato.

#### La fondazione
Nel gennaio di quell'anno, il nobiluomo Giovanni Battista Contarini riprese l'idea dell'Accademia dei Nobili e la propose per una seconda volta al Senato, il quale sollecitò nuovamente una decisione in merito da parte dei Riformatori dello Studio di Padova. La nuova proposta del Contarini era molto dettagliata, con piani circa il luogo dove ospitare l'accademia, l'amministrazione della stessa, tipo e numero dei giovani da educarvi, nonché il capitale iniziale per avviarla e le entrate annue per mantenerla attiva. Il 1º maggio 1619 i Riformatori presero in esame la proposta, trovandola «in ogni parte prudente e ben avveduta per l'effetto» che poteva avere.
Dopo l'esame del Senato e alcune modifiche, il 17 agosto 1619 un decreto senatorio stabilì la fondazione dell'Accademia dei Nobili alla Giudecca, «dopo dieci anni da quando Ferigo Contarini per la prima volta [...] ne aveva gettato la prima semente».

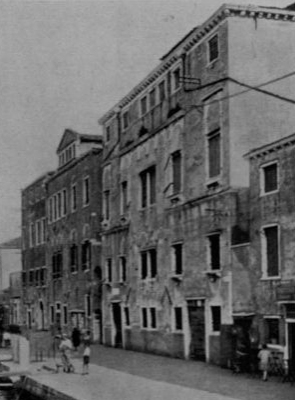
Il palazzo dell'Accademia dei Nobili alla Giudecca, prima che la facciata venisse restaurata. Fotografia presumibilmente dei primi del Novecento.

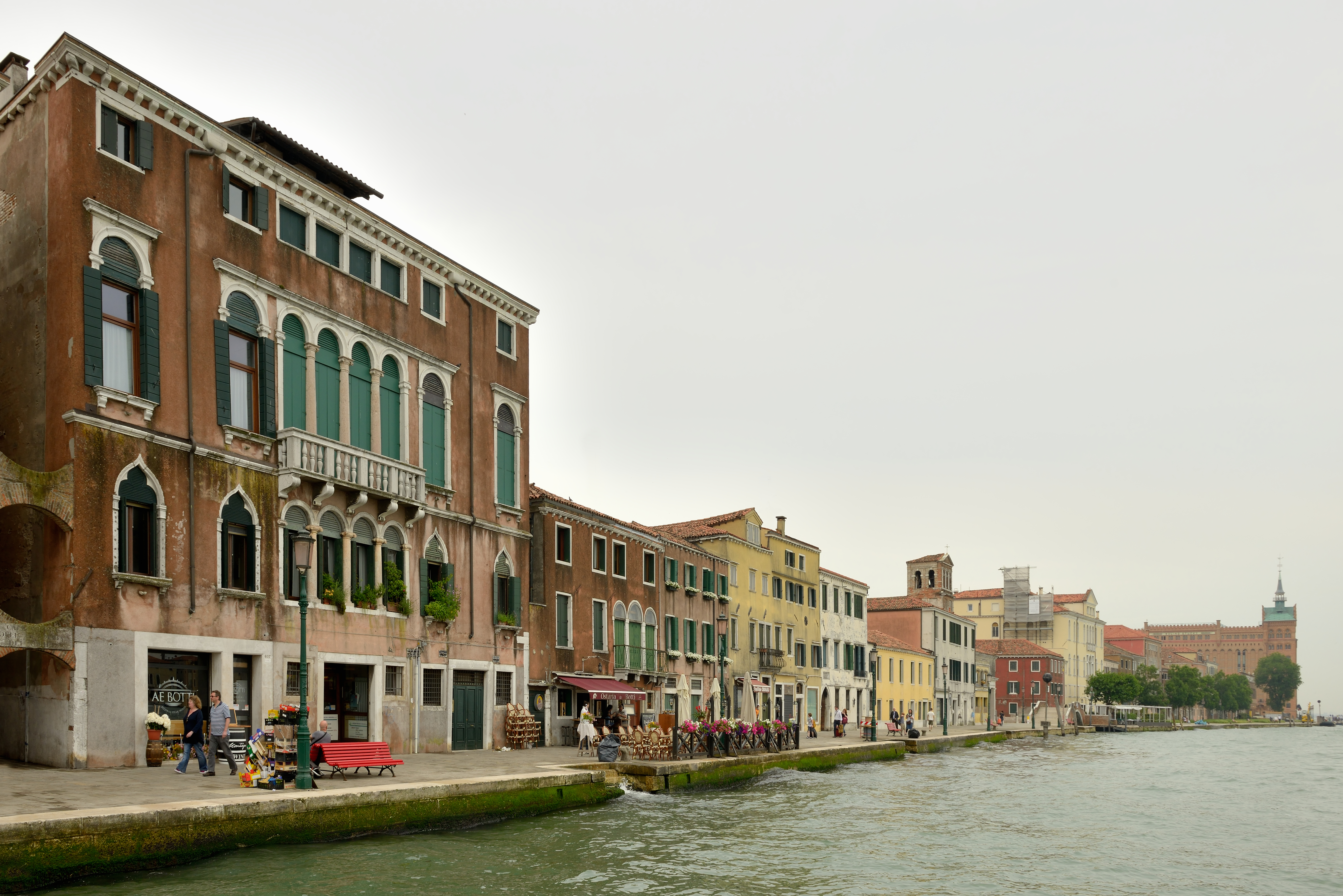
A sinistra, il palazzo dell'Accademia dei Nobili alla Giudecca con la facciata odierna.

### Attività nel Seicento[10]
L'isola della Giudecca, nel Seicento, ospitava molte accademie di privati cittadini, come per esempio quella dei Filaleti (amici della verità), quella degli Interessati e quella dei Separati, quest'ultimi così chiamati perché fecero una scissione dagli Interessati. Il palazzo dell'Accademia dei Nobili alla Giudecca sorgeva inizialmente in un non meglio precisato edificio di proprietà della famiglia Giustinian, luogo diverso da quello odierno, e «aveva davanti il largo canale giudecchino e la riva delle Zattere, e dietro orti verdi e fiorenti di vigne e alberi, e un vasto orizzonte lagunare».

#### Economia e organizzazione della vita quotidiana
La gestione della neonata accademia fu conferita ai Riformatori dello Studio di Padova, i quali sin da subito provvidero a regolarne gli aspetti economici. Oltre a quelle di patron privati, l'accademia poté fruire anche di sovvenzioni pubbliche da parte dell'ufficio dei Camerlenghi in due rate semestrali e dei Procuratori di San Marco. Inoltre, a seguito dell'espulsione dei Gesuiti da Venezia nel 1606, anche parte delle loro entrate fu destinata all'accademia. In tutto, l'accademia contava su di una somma annua di 5.600 ducati, circa 1 milione di euro odierni in valore aureo.
L'amministrazione del patrimonio e l'organizzazione della vita all'interno dell'accademia furono inizialmente affidate ad un rettore laico e ad un Economo nell'accademia, il primo dei quali fu un certo Paolo Tauris, nominato nel 1620 e riconfermato nel 1625 per altri cinque anni. Nel 1630, dopo un concorso pubblico venne nominato tale Daniele Sabbadini, «mandoler a San Marco», il quale rimase in carica fino al 1647. Rettori, economi e insegnanti dovevano tutti essere «laici et sudditi della Repubblica», anche se sovente erano i chierici ad insegnare per via della difficoltà nel reperire maestri laici.
Sulla scorta dell'Accademia dei Nobili alla Giudecca, nel 1635 venne istituito a Padova il Collegio dei Nobili Veneti, il quale era aperto a tutti i nobili dei territori della Serenissima - non solo, quindi, ai patrizi veneziani. Questo Collegio non aveva esclusivamente finalità assistenziali come l'Accademia alla Giudecca, bensì si proponeva di istruire anche chi tra i nobili non fosse decaduto e indigente. Ospitato nelle sale della precedente scuola patavina gesuita - requisita dopo l'espulsione della compagnia nel 1606 - il Collegio dovette però chiudere nel 1642 a causa di pochi scolari e, quindi, poche rette.
Tra il 1658 e il 1662 l'amministrazione dell'Accademia alla Giudecca venne offerta ai Gesuiti stessi, riammessi nei territori veneti nel 1657. La compagnia di Gesù, tuttavia, la rifiutò perché consapevole dei limiti della Repubblica di Venezia nella sua gestione.

#### Regole per gli scolari
L'accademia accoglieva una quarantina di giovani patrizi «di male agiate famiglie», i quali dovevano avere tra i dieci e i tredici anni e non potevano essere figli di genitori la cui decima superasse i venti ducati. Inizialmente, permanevano fino al compimento dei diciott'anni e comunque non più di sei anni dalla data di ingresso. Ogni scolaro riceveva vitto, alloggio e una somma di 50 ducati per corrispondere alle proprie necessità. Tale somma fu successivamente decurtata a 25 ducati per coloro i quali si fossero arruolati in Marina, con corresponsione degli altri 25 ducati solamente una volta terminato il servizio di due anni come cadetti ufficiali - nobili di nave o di galea nella terminologia veneziana.
Vi si studiava latino, retorica, letteratura, filosofia, diritto, matematica, medicina e nautica. Gli scolari dovevano adempiere agli obblighi dello studio e della carità e vestivano una particolare divisa quando erano fuori dall'accademia: una mantellina azzurra, un abito di panno nero, un berretto di velluto rosso con cucito sopra il leone di San Marco. Avevano un rigido codice che regolava visite di parenti e uscite di piacere. Per esempio, i visitatori potevano essere ricevuti solo una volta alla settimana e con modalità simili a quelle dei monasteri di clausura; gli scolari potevano inizialmente recarsi in visita ad altre persone solo in caso di grave infermità di queste e, successivamente, incontrare solo padre, madre, fratelli e sorelle, oppure i loro tutori e protettori. Un servitore con turno settimanale sorvegliava entrate e uscite e aveva l'obbligo di riferire giornalmente al rettore gli avvenimenti quotidiani.
Nonostante tutte queste limitazioni, sembra che gli scolari fuggissero comunque. Per rimediare a ciò, nel febbraio 1629 l'amministrazione scolastica decise che chi avesse infranto le regole sulle uscite avrebbe dovuto ricevere parere positivo e unanime da parte degli stessi Riformatori dello Studio di Padova per rimanere o essere riammesso all'accademia, in caso di espulsione.

#### Mala gestione e indisciplina
«Ridotta alla mancanza di tutte le cose», nel 1655 l'Accademia dei Nobili visse un periodo di crisi: l'economo del tempo - tale Francesco Laghi - trascurava l'amministrazione e accumulò debiti ingenti; i servitori erano più del bisogno, senza paga, lavoravano male se non addirittura si dimostravano lavativi; gli scolari non ricevevano più vitto né la biancheria da parte dei parenti, gli insegnanti non avevano più il vino. «Convittori, maestri, dipendenti, per non morire di fame e di freddo avrebbero dovuto abbandonare il Collegio», cosa che effettivamente accadde, in quanto il numero dei convittori scese da 40 a 12 tra il 1655 e il 1657.

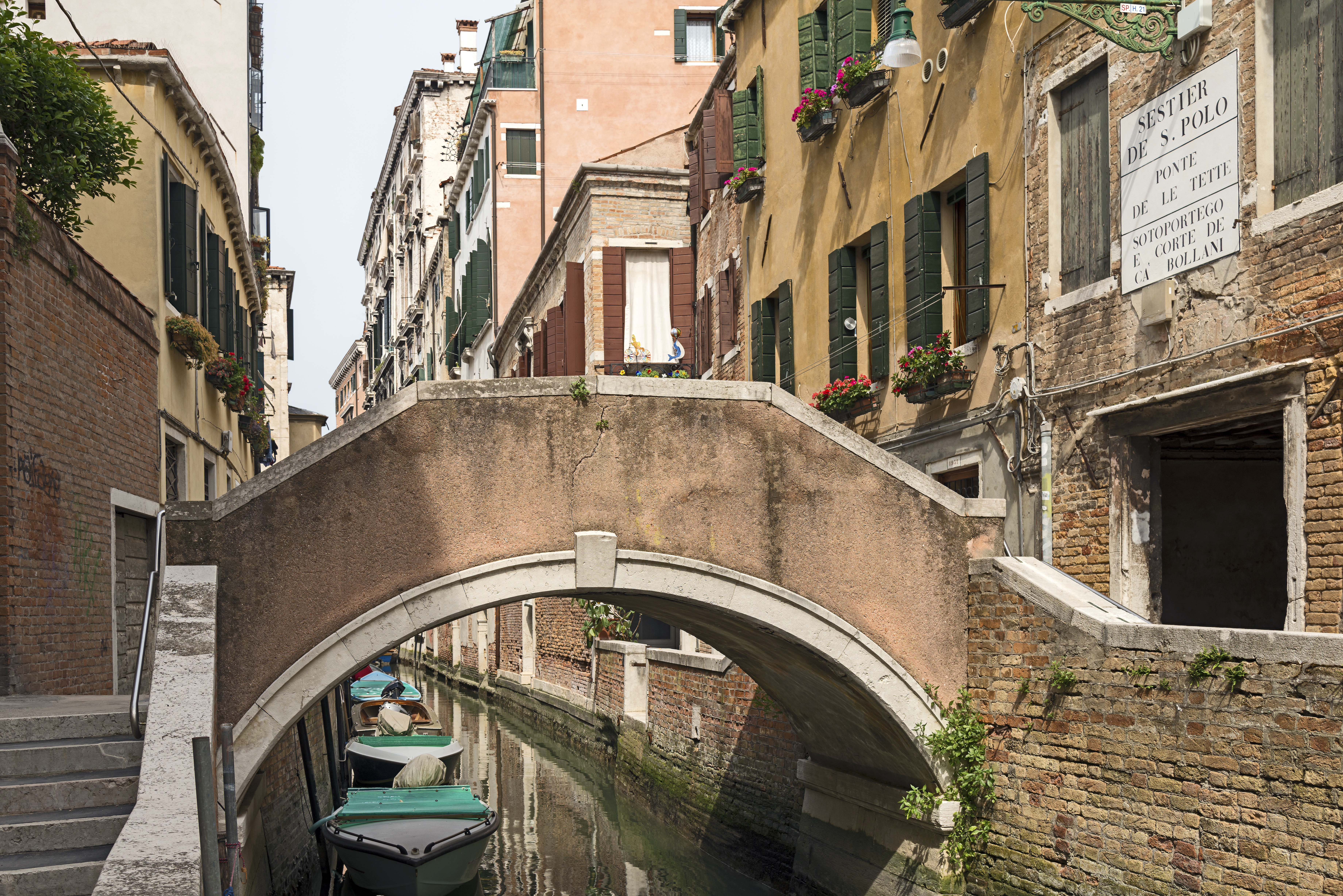
Il Ponte delle Tette, luogo dal nome esplicito, parte del quartiere a luci rosse di Venezia.

In questo clima, nel 1655 era rettore un certo Giovan Battista Conchiato. Sotto il suo rettorato successe un fatto che scandalizzò Venezia. Un giorno, sei ragazzi tra i più grandi presero a ingiuriare e maltrattare gli insegnanti. Non paghi, fuggirono poi oltre il canale della Giudecca e misero a soqquadro la contrada di San Trovaso, gridando, ingiuriando e molestando chiunque capitasse loro a tiro. Furono ripescati dai Signori della Notte nella casa di una meretrice della zona, arrestati e indagati per volere del Consiglio dei Dieci. Quattro di loro, a seguito di ulteriori maltrattamenti degli insegnanti, vennero poi espulsi, mentre gli altri vennero chiusi nelle camere di punizione e «richiamati al dovere con opportuni castighi». Il rettore Conchiato venne licenziato e si cambiarono gli insegnanti, ma qualche tempo dopo un altro rettore, tale Angelo Pagnesi, non sembrò essere da meno. Si scrisse di lui: «Dimentica obblighi e doveri, amministra senz'ordine, spende e spande per suo conto», salvo poi dover fuggire via dai territori veneziani perché esiliato dal Consiglio dei Dieci.
Nonostante inefficienze, ruberie e turbolenze da parte degli scolari, il Senato veneziano tentò di provvedere con cura all'accademia per tutto il corso del Seicento, trovando nuovi patron che lo finanziassero, eseguendo lasciti testamentari a favore dell'istituto, appianando in parte i debiti, riformando la disciplina interna e provvedendo ai bisogni di convittori e dipendenti.

### Attività nel Settecento[26]

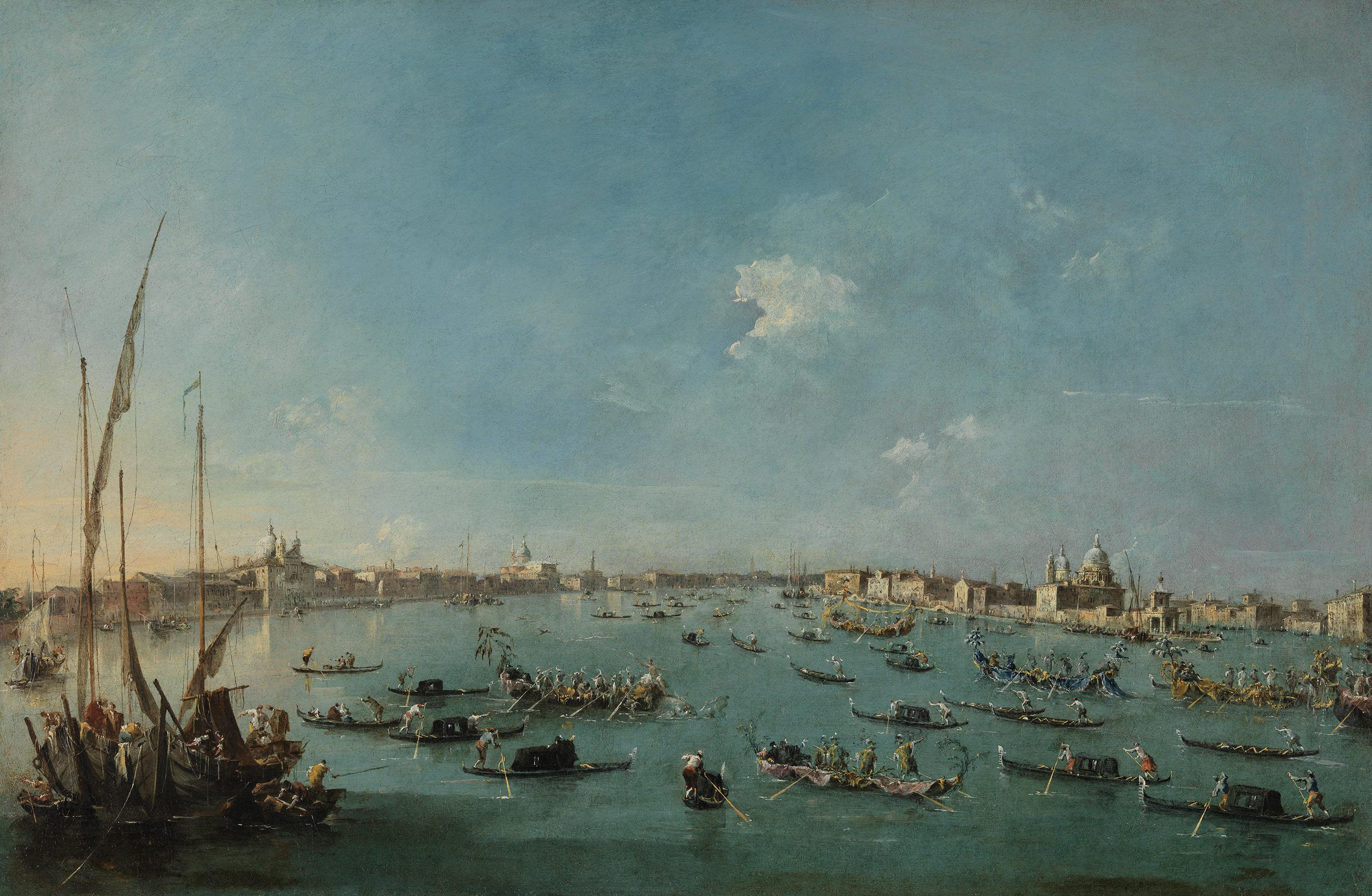
La regata sul canale della Giudecca, di Francesco Guardi, 1784-89.

Dopo un periodo di relativa tranquillità economica alla fine del Seicento, negli anni tra il 1700 e il 1704 l'Accademia dei Nobili iniziò a versare nuovamente in condizioni difficili. Nuovi interventi statali decisi dal Senato nell'ottobre 1704, grosse donazioni testamentarie e una gestione oculata delle spese, fecero rientrare i problemi finanziari.
Nel 1712, l'Accademia dei Nobili venne trasferita nell'omonimo palazzo tuttora esistente in Fondamenta Sant'Eufemia, acquistato ad un tale Marchiò Cavalli, Primario dell'Avogaria de Comun. Tra gli anni 1716 e 1718, periodo in cui Venezia combatteva la Seconda guerra di Morea contro gli Ottomani, vennero cambiati tre economi annualmente - Stefano Meris, Andrea Cigna, Pietro Fanzelli - e la cassa dell'accademia versava nuovamente «in gravissima angustia».

#### L'amministrazione dei padri somaschi
Un'approfondita indagine del Savio Cassiere N.H. Francesco Garzoni nel 1724 mette in luce tutte le carenze nell'amministrazione dell'Accademia dei Nobili. Per ovviare ad esse, i Riformatori dello Studio di Padova diedero incarico a Garzoni di trovare delle congregazioni religiose dispose a sobbarcarsi l'amministrazione dell'Accademia alla Giudecca.
Con decreto senatorio del 14 settembre 1724 subentrarono, quindi, i Chierici regolari di Somasca, ordine religioso fondato nel Cinquecento, tuttora esistente e votato a istruzione ed educazione cristiana. I somaschi proposero un piano gestionale che faceva risparmiare una somma notevole ogni anno, ma la proposta iniziale del loro Padre Provinciale di spostare l'accademia nel collegio/seminario del sestiere di Castello fu bocciata. Il nuovo rettore, padre Stanislao Santinelli, e gli altri somaschi entrarono nell'Accademia dei Nobili il giorno 31 ottobre 1724 alle ore 22.

#### Le novità introdotte dai padri somaschi
Il rettore somasco Stanislao Santinelli amministrò l'Accademia dei Nobili «con saggia prudenza», e molti documenti del tempo riportano come la vita procedesse nel benessere, nella tranquillità e nella «nobile tradizione di superiore cultura» durante gli anni '30 e '40 del Settecento.

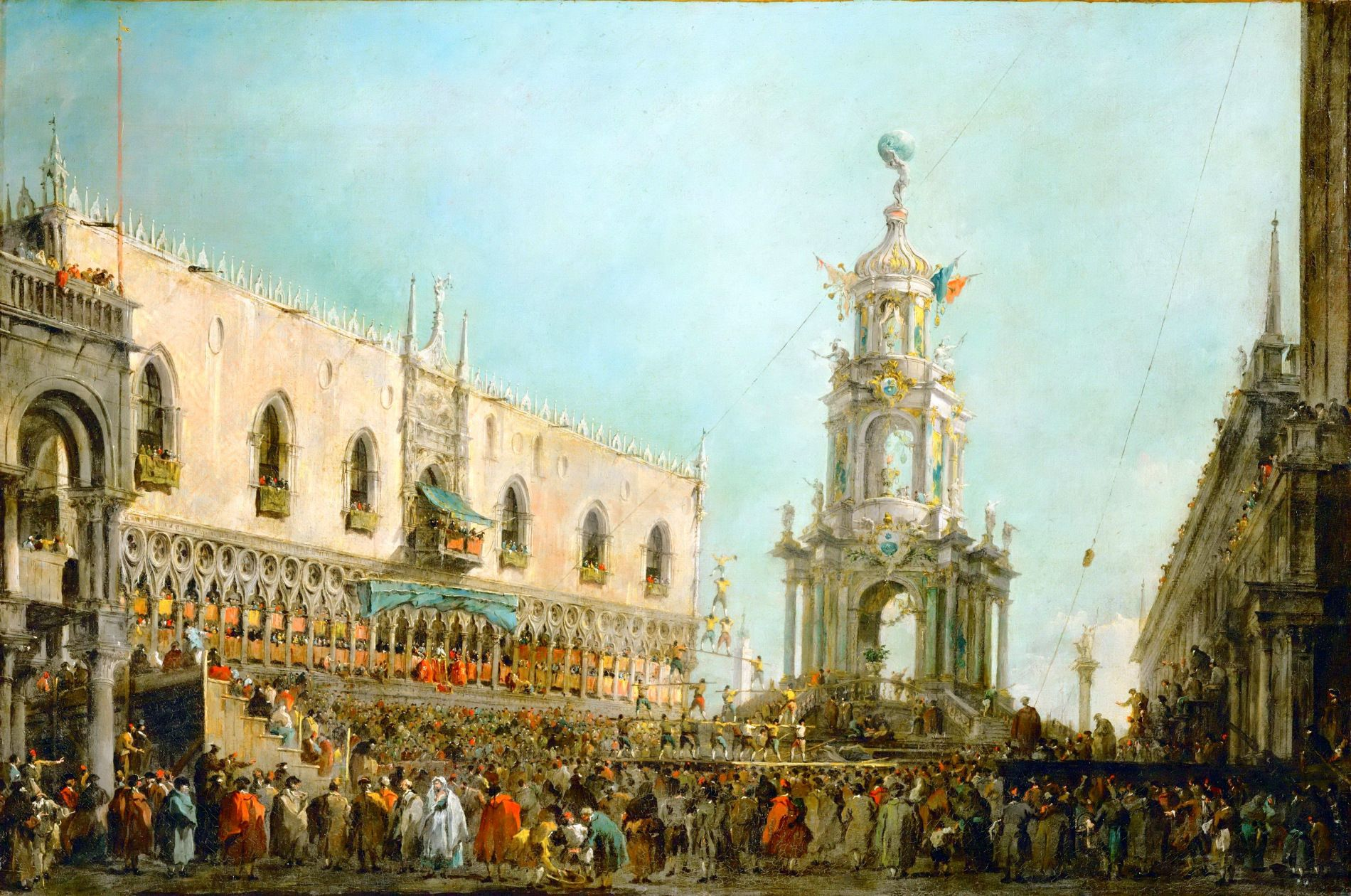
Il doge assiste alla festa del giovedì grasso in Piazzetta, di Francesco Guardi, 1766-70.

Durante il carnevale del 1742 - rettore Gaspare Leonarducci (1685-1752) - agli scolari vennero donati 50 ducati affinché si «rendesse loro meno grave la disciplina e la permanenza in collegio». Furono organizzati intrattenimenti e si diedero licenze ai convittori, le quali non di rado duravano più di quanto concesso. In quegli anni, e soprattutto durante il carnevale, il problema più grave sembrava essere quello dell'indisciplina degli scolari, delle «capricciose assenze» e delle licenze «pericolose». Per tale ragione, si dovette vietare qualsiasi uscita degli scolari durante tutta la durata del carnevale, che a Venezia iniziava ufficialmente il giorno di Santo Stefano, ma che, in realtà, vedeva i festeggiamenti iniziare già a ottobre e durare sei mesi, fino alla Quaresima.
Nel 1743, i somaschi acquisirono nove casette contigue all'accademia messe all'asta dalla Procuratia di San Marco de ultra, presero ad affittarle oppure le utilizzarono per le necessità dell'accademia stessa. Nel gennaio 1747, il Senato approvò una riforma che consentiva agli scolari di rimanere nell'accademia fino al compimento dei vent'anni, età in cui i giovani patrizi potevano iniziare a sedere in Maggior Consiglio se sorteggiati secondo l'usanza veneziana.
Nel anni '50 e '60 del Settecento, l'accademia si ingrandì prendendo in affitto porzioni di case adiacenti e il numero degli scolari in convitto crebbe fino a 50.

#### Lo studio della nautica

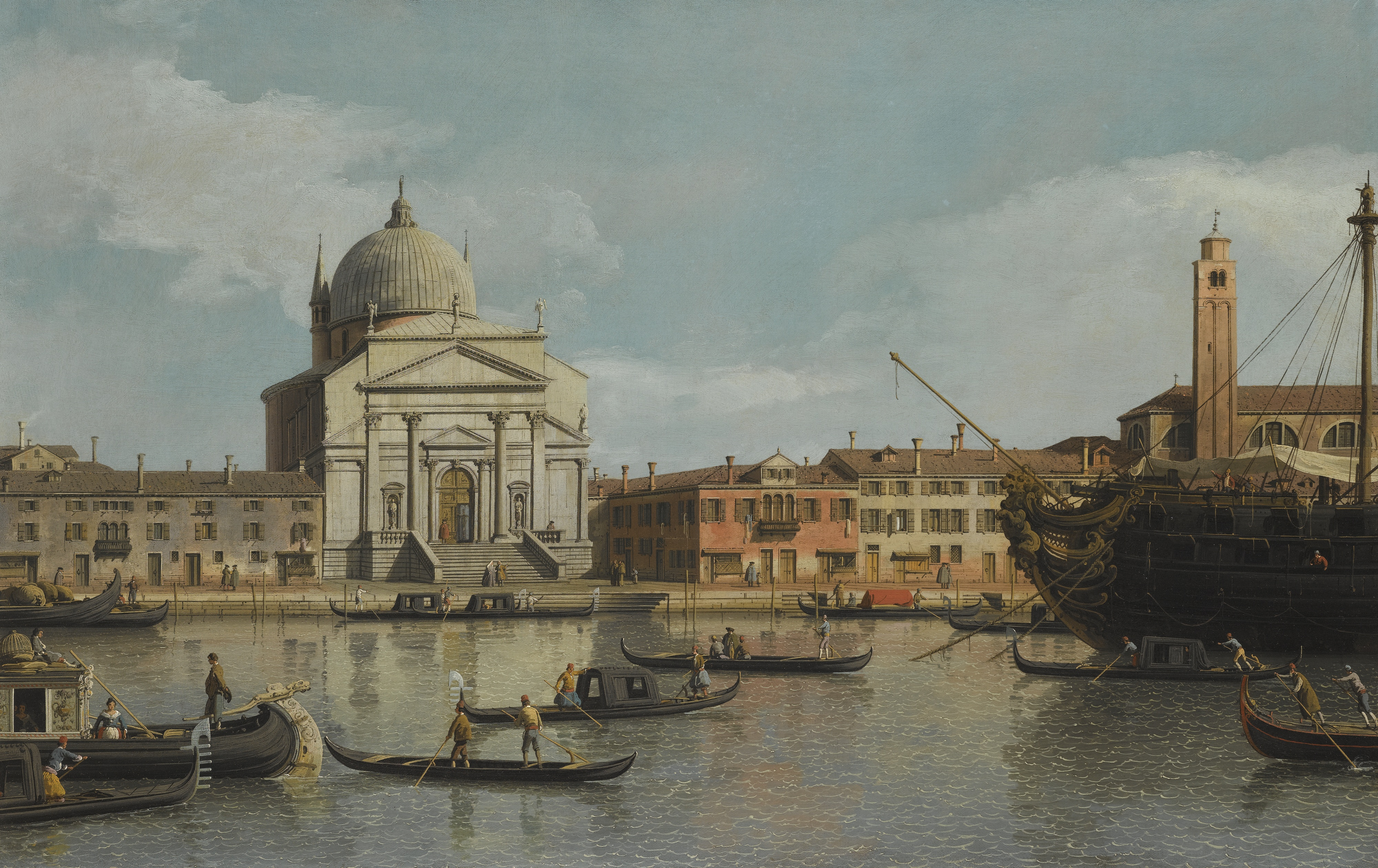
La chiesa del Redentore e San Giacomo, con vascello, gondole e barche, del Canaletto, 1747-55, collezione privata. A destra, si noti la prua della nave da guerra posta in disarmo nel canale della Giudecca.

L'arte marinara e il dominio sui mari furono due delle leve che permisero alla Serenissima di crescere in ricchezza e in potenza nel corso dei secoli. Nel corso del Settecento, tuttavia - soprattutto dopo la Pace di Passarowitz (1718) - la politica del governo veneziano fu quella di ridurre al minimo le spese militari o, addirittura, quella di neutralità disarmata. La grande maggioranza delle navi da guerra veniva mantenuta o incompleta sugli scali dell'Arsenale o in disarmo nel canale della Giudecca. Erano infatti pochi i vascelli attivi, assieme a qualche fregata e unità minori come sciabecchi, galee e galeotte con compiti prevalentemente di pattugliamento delle coste e contrasto alla pirateria.
Nonostante ciò, la flotta veneziana era comunque consistente e necessitava rifornimenti, marinai, soldati e governatori di nave, gli ufficiali più alti in grado, sempre patrizi, che sui vascelli rappresentavano la Repubblica e necessitavano di una formazione adeguata. Per tale ragione la nautica veniva insegnata nell'Accademia dei Nobili alla Giudecca sin dalla sua apertura nel 1619. Nel 1733, i Riformatori dello Studio di Padova imposero all'amministrazione somasca di provvedere a due maestri - uno a Venezia e uno che andasse a Corfù, base della flotta - che insegnassero sia la matematica sia la nautica ai cadetti ufficiali, in quanto essa era «scienza tanto utile ai riguardi del pubblico e privato interesse».
Nel 1750, il N.H. Girolamo Balbi propose una Scrittura per l'istituzione di una vera e propria Scuola di Nautica teorico-pratica all'Accademia della Giudecca, la quale venne inaugurata l'anno seguente accompagnata alla cattedra di matematica. L'apertura di questa scuola è da collocare all'interno di un tentativo organizzato dalla Repubblica nella seconda metà del Settecento di porre rimedio alla crisi e all'inattività che interessarono la Marina veneziana a partire dalla perdita della Morea nel 1718. Infatti, alla Scuola nautica dell'Accademia dei Nobili seguirono la cattedra di Artis Nauticae Theorie retta a partire dal 1755 da Giovanni Poleni all'Università di Padova, nonché il corso quinquennale di Studi fisico-matematici relativi alla navale architettura sempre dell'Ateneo patavino, il cui titolare fu Gianmaria Maffioletti a partire dal 1777. Tutto ciò non ebbe un impatto solamente nella formazione dei nuovi ufficiali della Marina, ma fu alla base anche di cambiamenti che investirono la secolare struttura organizzativa dello stesso Arsenale di Venezia.
Durante le Letture, gli scolari apprendevano la geografia, l'idrografia, l'astronomia, la collocazione dei porti e la rosa dei venti, nonché l'utilizzo della bussola, delle carte nautiche, la manovra delle vele eccetera, tutto quanto fosse indispensabile al governo di una nave. Modellini lignei di navi vennero portati in accademia dall'Arsenale di Venezia, solitamente custoditi nella sala dei modelli voluta in quegli anni da Gianmaria Maffioletti e sfortunatamente andata perduta a seguito delle spoliazioni napoleoniche del 1797.
Nell'Accademia dei Nobili gli scolari potevano iniziare a frequentare il corso di Nautica all'età di 14 anni, mentre la durata delle lezioni teoriche era di 2 anni, trascorsi i quali i giovani patrizi potevano essere scelti come cadetti ufficiali e imparare l'arte direttamente a bordo delle pubbliche navi per altri 2-4 anni.

#### Gli ultimi decenni
Nei primi anni '60 del Settecento, la situazione economia dell'Accademia dei Nobili non destava particolare preoccupazione, anzi: nel 1763 godeva di un avanzo di addirittura 3.500 ducati. Tuttavia, nel 1772, un nuovo rettore, padre Antonio Panizza, trovò un buco di bilancio dovuto ad un periodo di inflazione che, in quegli anni, provocò «l'enorme rialzamento dei prezzi di ogni genere di commestibili». Per far fronte al problema, si tagliarono le spese legate alle recite carnevalesche, si aumentarono di 3.000 ducati le sovvenzioni pubbliche all'accademia e si discusse anche di trasferirla a Padova, progetto che però fu abbandonato perché giudicato troppo dispendioso.
Nel corso degli anni '70 del Settecento, l'amministrazione somasca mise mano ai piani di studio dell'accademia, ai quali collaborò anche l'intellettuale giornalista Gasparo Gozzi. Nell'autunno del 1779 vennero ampliati oratorio e refettorio, si adibì una stanza ad uso esclusivo di infermeria e si ristrutturò la foresteria, interventi che vennero completati nel corso del 1780 rimanendo all'interno dei tetti di spesa.
Nel 1781 i convittori aumentarono a 67 e l'anno successivo si diede impulso ad una nuova riforma, auspicata dal Maggior Consiglio, che rivedesse il regolamento interno e la disciplina, e garantisse una miglior istruzione degli scolari dell'accademia. Si modificò quindi la durata delle vacanze concesse agli scolari presso le loro famiglie, la qual cosa ogni volta lasciava spaesati i giovani, non abituati alle diversità di comportamento che intercorrevano tra le abitudini quasi monastiche dell'accademia e quelle vivaci e, se vogliamo, libertine dei patrizi veneziani nel Settecento. Forse proprio a causa di queste libertà, agli scolari venne successivamente vietato di recarsi dalle famiglie, limitando le loro possibilità di uscita solamente ai dintorni dell'accademia.
Con l'emanazione di una Nuova Legislazione nel maggio del 1782, la quale riordinò un'altra volta i piani di studio, ai padri somaschi venne tolta anche l'amministrazione economica dell'accademia, la quale venne conferita ad amministratori laici il primo dei quali fu tale Antonio Quarta, licenziato l'anno successivo perché aveva «mancato ai suoi doveri». In poco più di un anno, si susseguirono ben tre economi laici, segno che tale modello di gestione economica, la quale peraltro non era stata molto oculata nemmeno nell'epoca laica alla fine dei Seicento, sicuramente non favoriva benessere e operosità di insegnanti, scolari e dipendenti dell'accademia.

#### Gli ultimi anni
Nei primi anni '90 del Settecento, l'Accademia dei Nobili venne gestita in modo più oculato, tant'è che nel 1792 si decise di premiare gli scolari più meritevoli con piccole somme di denaro da distribuirsi trimestralmente. Nel maggio 1793, il N.H. Antonio Boldù, Aggiunto Cassiere, esprimeva tutta la sua contentezza in merito alla gestione dell'accademia, e scrisse di «indefesso zelo» e «esperimentata capacità del Rettore [...] , buona condotta in quei giovani e molto impegno negli studi». Nel 1794 si attuarono riforme volte a rendere più efficiente il lavoro degli insegnanti e dei servitori e, nel 1795, il nuovo Aggiunto Cassiere N.H. Barbarigo diceva di «veder regnare nell'Accademia il miglior sistema di educazione e disciplina».

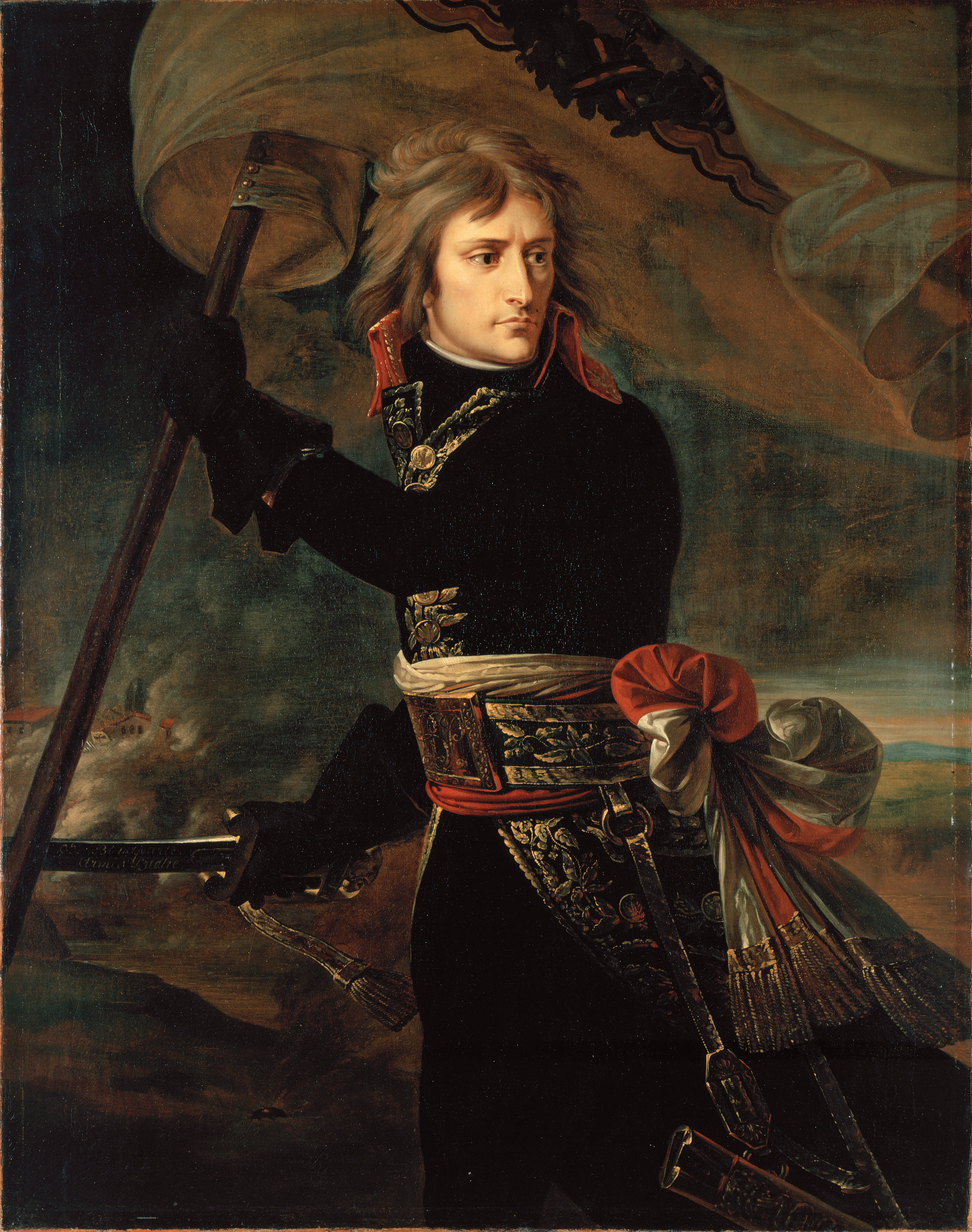
Bonaparte al ponte di Arcole, di Antoine-Jean Gros, 1796-97, Ermitage, San Pietroburgo.

Nel 1796 iniziarono nuove difficoltà economiche. Nonostante in gennaio si fosse svolto «il carnevale più sbrigliato del secolo», la Repubblica iniziò a sentirsi seriamente minacciata dall'Armata d'Italia del giovane generale Bonaparte. Il 28 aprile si arrese il Regno di Sardegna, in maggio Bonaparte era in Lombardia, in giugno i francesi occuparono Bologna, mentre nella seconda metà dell'anno gli austriaci vennero battuti in numerose battaglie. In giugno Venezia iniziò ad organizzare la difesa della laguna, ma le cose precipitarono: con il 1797 Mantova capitolò, il papa si arrese, il Friuli venne invaso, Bergamo e Brescia divennero municipalità rivoluzionarie e Verona insorse contro i francesi. Il 30 marzo venne accordata a Bonaparte l'esorbitante somma di 250.000 ducati al mese - oltre 45 milioni di euro in valore aureo - come sovvenzione per evitare la guerra aperta, ma ciò non bastò. Da Palmanova, il 1º maggio Bonaparte lanciò una minaccia diretta contro Venezia: il 12 maggio il doge Ludovico Manin, soprannominato sior spavento, abdicò e i patrizi, altrettanto spaventati, votarono frettolosamente per dichiarare decaduta la Repubblica.

### La fine dell'Accademia dei Nobili
Nel 1796 aumentarono, forse a causa della guerra, i prezzi dei generi alimentari e molti degli scolari convittori lasciarono l'accademia, provocando un forte sbilanciamento dell'economia della stessa. Per rimediare, si aprì anche a bambini con meno di dieci anni, ma il sopraggiungere dell'invasione francese complicò non di poco le cose. Il 9 maggio 1797, tre giorni prima della fine della Repubblica, il Savio Cassiere N.H. Carlo Zen provvide a dare 30 ducati all'accademia per le spese, ma già il 22 - dieci giorni dopo la fine della Repubblica - il governo provvisorio ingiunse all'amministrazione che «non fossero recate novità fino a nuovo ordine». Dopo un mese, «nella pubblica seduta del 21 di luglio, 3 Termidoro, il cittadino Collalto ne leggeva il decreto per l'abolizione». Come pervasi da un nuovo fervore rivoluzionario anti-aristocratico, sul giornale Monitore Veneto i giornalisti chiamarono il collegio "Accademia degli ex Nobili alla Giudecca".

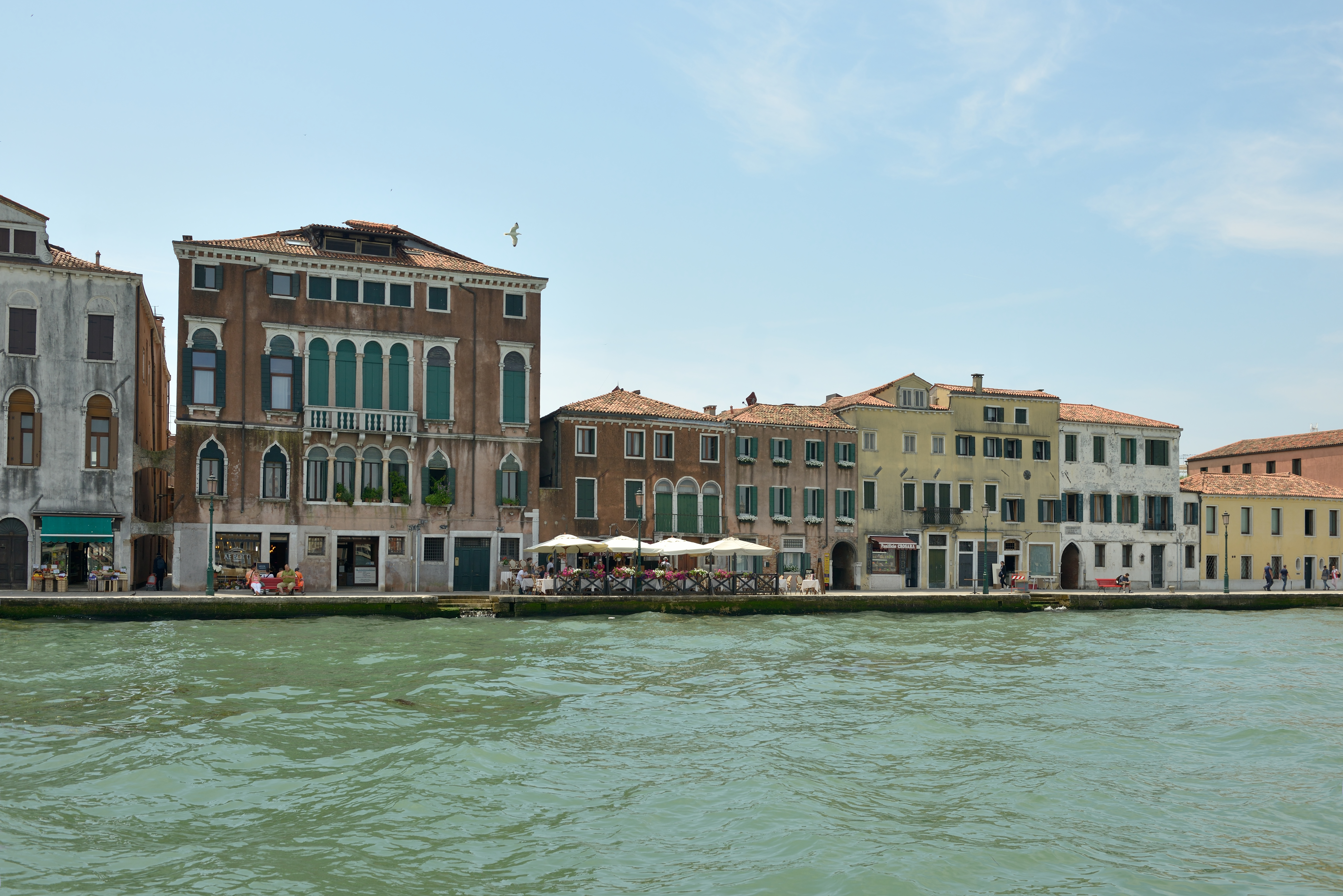
Il palazzo (secondo da sinistra) in Fondamenta Sant'Eufemia alla Giudecca. La stretta calle che si vede alla sinistra del palazzo è Calle Lunga dell'Accademia dei Nobili.

In settembre vennero licenziati tutti gli insegnanti, i servitori e gli scolari, ai quali venne data dal neonato Comitato di Pubblica Istruzione una somma in denaro come compensazione per le future spese legate allo studio che avrebbero dovuto sobbarcarsi. Tutti i beni passarono ad un fondo gestito dalla Deputazione all'Istruzione della Cassa Patria, mentre il Comitato di Pubblico Soccorso ebbe l'onere di appianare i debiti dell'ex accademia.
«Così finiva col cadere dell'aristocrazia il massimo Istituto di Educazione della Repubblica di Venezia, che era stato per più di un secolo e mezzo seminario di ottimi studi e di uomini onorandi».

## Toponomastica
Nonostante la sua soppressione nel 1797, l'accademia rimane ancora nella toponomastica veneziana con il nome Calle Lunga dell'Accademia dei Nobili alla Giudecca. L'edificio dove ebbe sede si chiama tuttora palazzo dell'Accademia dei Nobili.

### Esplicative
1. ↑  In quegli anni Venezia fu coinvolta nella Guerra di Gradisca (1615-17), definita «inconcludente, dispendiosa, [...], atroce e interminabile»[6]. In più, nel 1618 scoppiò la Guerra dei trent'anni, alla quale Venezia non partecipò attivamente, sebbene mantenesse un esercito in nome di una politica di neutralità armata.
2. ↑  Non si conosce se parente del defunto Ferigo
3. ↑  Secondo l'usanza veneta, la quale seguiva quella romana antica, il primo giorno dell'anno era fissato al 1º marzo. Dalla proposta del Contarini (gennaio 1618) alla delibera dei Riformatori (maggio 1619), quindi, decorrono in realtà solamente cinque mesi. Difatti, lo stesso Zenoni[7] scrisse che i Riformatori presero in esame la proposta «poco tempo appresso» a quando Contarini l'aveva inizialmente inoltrata.
4. ↑  Per esempio, la collocazione, la quale prima era ipotizzata a Murano, oppure i modi di approvvigionamento di viveri, legna da ardere etc.
5. ↑  Pari a 3.000 ducati annui, circa 550.000 euro odierni in valore aureo
6. ↑  Del resto, all'inizio del Seicento Venezia comminava pene severe a chiunque avesse fatto studiare i propri figli dai Gesuiti anche al di fuori dello stato veneto. Cfr. Zorzi, pp. 378-380.
7. ↑  Ossia venditore di mandorle
8. ↑  In quegli anni, Venezia combatté contro gli Ottomani la Guerra di Candia, che durò ben 24 anni. Nonostante la loro ritrosia e comunque bisognosi di denaro per la guerra, i veneziani cedettero infine alle pressioni di papa Alessandro VII, il quale era disposto a concedere a Venezia alcuni beni di altri ordini religiosi in cambio della riammissione dei Gesuiti[17].
9. ↑  8.000 ducati, ossia circa 1 milione e mezzo di euro odierni in valore aureo.
10. ↑  O Conciato, giudicato «uomo debole e corrivo»[21][24].
11. ↑  Economo è tale Francesco Damiani, in carica per oltre mezzo secolo (1658-1710)
12. ↑  60 ducati mensili - circa 10.000 euro odierni - e altri 500 ducati per vestiario, utensili e ripianamento di alcuni debiti.
13. ↑  6.000 ducati - oltre 1 milione di euro odierni - da parte del patrizio mons. Stefano Trevisan.
14. ↑  Rivolta al Consiglio dei Dieci e riportata puntualmente da Zenoni, pp. 41-46.
15. ↑  110 ducati, circa 20.000 euro odierni in valore aureo
16. ↑  Come menzionato precedentemente, fino al 1º marzo, il 1747 more veneto corrisponde al 1748 del calendario gregoriano
17. ↑  Per legge, i patrizi veneziani maturavano i diritti legali a venticinque anni. Tuttavia, ogni anno - il 4 dicembre, giorno di Santa Barbara - 30 di loro con vent'anni di età venivano estratti a sorte ed era loro garantita la possibilità di aver voce in Maggior Consiglio prima di quanto stabilito.
18. ↑  Ossia le lezioni (si veda l'inglese, per esempio, in cui permane il termine lectures)
19. ↑  Più precisamente, tre modellini di «mezza nave, galeazza e galera»[47].
20. ↑  Circa 600.000 euro odierni in valore aureo.
21. ↑  Presentò una Scrittura ai Riformatori dello Studio di Padova nel 1775 giudicata anche abbastanza negativamente[51]
22. ↑  Il già citato Antonio Quarta, tale Vincenzo Fortuna (aprile 1783) e tale Nadal Morandi (luglio 1783), quest'ultimo ricordato per una gestione molto disordinata dell'economia dell'accademia a causa della quale subì anche un processo penale[24]. Per un resoconto dettagliato del processo, cfr. Zenoni, pp. 125-131.
23. ↑  Per esempio, Castiglione, Lonato, Bassano e Arcole, le ultime tre combattute, peraltro, in territorio veneziano nonostante l'ostinata non-belligeranza della Repubblica di Venezia.
24. ↑  Repubblica Bergamasca e Repubblica Bresciana

### Fonti
1. ↑  Zenoni, pp. 28-29.
2. ↑  Ivi, p. XIII
3. ↑  Cfr. Zenoni, pp. 1-8.
4. ↑  Zorzi, p. 655.
5. ↑  Zenoni, p. 2.
6. ↑  John Rigby Hale, in Caimmi, 2007
7. ↑  Op. cit.
8. ↑  Zenoni, p. 8.
9. ↑  Bonfante, p. 27.
10. ↑  Cfr. Zenoni, pp. 8-26.
11. ↑  Battagia, pp. 31-32.
12. ↑  Bonfanti, p. 27.
13. ↑  Ivi, pp. 27-28
14. ↑  Zenoni, p. 12.
15. ↑  Ivi, pp. 17-19
16. ↑  Barzazi, p. 40.
17. ↑  Zorzi, p. 416, 659.
18. ↑  Barzazi, p. 42.
19. ↑  Battagia, p. 32.
20. ↑  Zenoni, pp. 69-70.
21. 1 2  Bonfanti, p. 28.
22. ↑  Zenoni, pp. 15-16.
23. ↑  Ivi, p. 20
24. 1 2 3 4 5 6 7 8  Ibidem
25. ↑  Zenoni, p. 25.
26. ↑  Cfr. Zenoni, pp. 26-33, 40-155.
27. ↑  Ivi, pp. 28-29
28. ↑  Ivi, p. 30
29. ↑  Mario Escobar (cur.), Ordini e congregazioni religiose (2 voll.), SEI, Torino 1951-1953.
30. ↑  Zenoni, pp. 46-48.
31. ↑  Ivi, p. 48
32. ↑  Ivi, pp. 57-58
33. ↑  https://www.dizionariobiograficodeifriulani.it/leonarducci-gaspare/
34. ↑  Zenoni, pp. 64-65.
35. ↑  Ivi, p. 66
36. ↑  Ivi, pp. 72-73
37. ↑  Cfr. Ercole, 2011 e Munerotto, 2017
38. ↑  Candiani, 2009.
39. ↑  Varagnolo, 2019.
40. ↑  Zenoni, p. 85.
41. ↑  Ivi, pp. 86-87
42. ↑  Signorelli, 2015
43. ↑  Caimmi, p. 83.
44. ↑  Ivi, p. 84
45. ↑  Candiani, p. 578.
46. ↑  Zenoni, pp. 86-87.
47. ↑  Ivi, p.87
48. ↑  Ivi, p. 90
49. ↑  Ivi, p. 92
50. ↑  Ivi, pp. 93-95
51. ↑  Ivi, p. 108
52. ↑  Ivi, p. 109-111
53. ↑  Ivi, pp. 112-115
54. ↑  Ivi, p. 115
55. ↑  Ivi, p. 116
56. ↑  Ivi, pp. 124-125
57. ↑  Ivi, p. 141
58. ↑  Ivi, p. 145
59. ↑  Zorzi, p. 670.
60. ↑  Ivi, p. 671
61. ↑  Raines, 2007.
62. ↑  Zenoni, p. 146.
63. ↑  Ivi, p. 148
64. ↑  Ivi, p. 149
65. ↑  Ivi, p. 150